# 高円宮杯全日本ユース(U-18)サッカー選手権大会
高円宮杯全日本ユース(U-18)サッカー選手権大会（たかまどのみやはい ぜんにほんユース（アンダーエイティーン）サッカーせんしゅけんたいかい）は、1989年から2010年まで開催されていた、日本の第2種登録チーム（高校生年代）のサッカー大会。全国大会は、当初はノックアウト方式で、のちにリーグ戦&ノックアウト方式で行われた。
2011年から開催されている高円宮杯 JFA U-18サッカーリーグの実質的な前身である。

## 概要
主催は日本サッカー協会、共催は朝日新聞社。大会名は、日本サッカー協会名誉総裁などを歴任した高円宮憲仁親王を記念して付けられた。
第2種登録チームには全国高等学校体育連盟（高体連）所属の高校サッカーチームと、日本クラブユースサッカー連盟 (JCY) 所属のクラブユースチームがあるが、高校サッカーでは、全国高等学校総合体育大会サッカー競技大会（高校総体）、全国高等学校サッカー選手権大会（高校選手権）と、クラブユースサッカーでは、日本クラブユースサッカー選手権 (U-18)大会（日本クラブユース選手権）、Jユースカップが行われており（この他に、単独チーム又は都道府県選抜チームで戦う国民体育大会サッカー競技（国体）少年男子の部がある）、高体連とJCYのカテゴリーを越えて対戦するのが大きな特徴であった。
また、試合は全て世界標準と同じ45分ハーフの90分制で行われた。こうした特長は、高円宮杯U-18サッカーリーグにも引き継がれている。また、選手の疲労を考慮して全国大会の全日程で試合の間に最低1日の休養日を入れていたのも、日本における第2種年代の他の大会では見られない特徴であった。

### 特典
- 優勝チームと準優勝チームには、副賞として海外遠征のための遠征費用や海外大会出場権が与えられた。
- 1998年から2003年まで、優勝チームに天皇杯全日本サッカー選手権大会のシード枠が与えられた。ただし、2004年から大会スケジュールの見直しで廃止された。

## 歴史

### 1989年から2002年まで
1989年にプレトーナメントが開催。1990年に公式戦として開始された。開始当初は、次の16チームに全国大会の出場権が与えられた。
- 北海道、東北、関東、北信越、東海、関西、中国、四国、九州の9地区で行われる地域大会の優勝チーム
- クラブユース選手権の上位5チーム
- 前年度の当大会優勝チームの所属地域から1チーム
- 前年度の高校選手権優勝チームの所属地域から1チーム

全国大会は、16チームによるトーナメント方式であった。

#### 大会価値の上昇
発足当初から1990年代半ばまでは、次の理由から出場チームの質と量の両面でマイナーな大会となっていた。
- 高校サッカーのチームがクラブユースのチームを成績で圧倒した
- チーム作りの初期段階に行われる地区大会の優勝チームしか出られないという門戸の狭さ

そのため高校サッカーでは、インターハイや高校選手権、さらには国民体育大会に比べて、大会の価値を低く見られることが多かった。
それでも、1997年に東福岡高校が当大会を含めた高校3冠を達成した頃から当大会も注目されるようになった。

#### クラブユースチームの台頭
1998年に大黒将志、二川孝広らを擁すガンバ大阪ユースが準優勝ながら高いパフォーマンスを見せ、クラブ勢の台頭を予感させるものとなった。翌1999年にはベスト4を全てクラブユースチームが占め、ジュビロ磐田ユースが優勝した。

### 2003年の大会方式変更
2003年、大会形式を大きく変更した。また、この年から東芝が特別協賛することになった。
- 全国大会の開催時期を、従来の8月下旬〜9月上旬から9月下旬〜10月上旬へ移す
- 全国大会の大会形式をノックアウト方式からリーグ＆ノックアウト方式にし、試合数を15から31に増やす
- JFAプリンスリーグU-18を全国9地域において当大会の予選として開催し、その上位チームに出場権を与える

JFAプリンスリーグU-18により、高校サッカーとクラブユースの両チームが年間を通じたチーム双方が参加し、3月から8月までの長期間を各チーム10試合程度戦うリーグ戦形式の予選を勝ち上がったチームによって全国大会が争われるようになった。その結果、当大会は高校生年代における実力日本一決定戦として、重要な大会として位置づけられるようになった。

#### 2003年大会の出場枠
2003年大会に出場する16チームは、次のように決められた。
- 全国9地域のプリンスリーグ優勝チーム。9チーム
- 全国9地域のなかで直近3年間の当大会における地域別の成績の累積ポイントが上位4地域のプリンスリーグにおける、2位のチーム。4チーム
- 全国9地域のなかで前年度成績上位地域のチーム。1チーム
- 高校総体の優勝チームまたは同地域のチーム。1チーム
- 日本クラブユース選手権の優勝チームまたは同地域のチーム。1チーム

#### 2003年の全国大会開催方式
全国大会は次のように開催された。
一次ラウンド16チームを4チームずつ4組に分け、1回総当りのリーグ戦を実施。試合に勝った場合は3点、引分の場合は1点、負けの場合は0点を勝ち点とし、勝ち点の合計で順位を決定。勝ち点が同点の場合は得失点差、総得点、当該チーム同士の直接対決の成績、抽選の順に決定。各グループ1位および2位チーム（計12チーム）と各グループ3位のうち成績上位4チーム（計4チーム）の16チームが決勝ラウンドに進出する。
決勝ラウンド16チームがノックアウト方式で優勝を争う。同点の場合は10分ハーフの延長戦およびPK戦で勝敗を決める。

### 2004年の出場チーム増加
2004年、全国大会の出場チームが16から24に増加した。出場枠は次のように決定された。
- 全国9地域のプリンスリーグ優勝チーム。9チーム
- 全国9地域のなかで直近3年間の当大会における地域別の成績の累積ポイントが上位3地域のプリンスリーグにおける、2位のチーム。3チーム
- 前年度の当大会ベスト8に入った地域から、ベスト8入りしたチーム数と同数のチーム。8チーム
- 高校総体の優勝および準優勝チーム、またはそれらと同地域のチーム。2チーム
- 日本クラブユース選手権の優勝および準優勝チーム、またはそれらと同地域のチーム。2チーム

#### 2004年の全国大会開催方式
2004年に出場チーム数が24になったことにともない、全国大会は次のように開催された。
一次ラウンド24チームを4チームずつ6組に分け、1回総当りのリーグ戦を実施。勝ち点などによる順位決定方式は変更なし。各グループ1位の6チームと、グループ2位のうち勝ち点が上位の2チーム、計8チームが決勝ラウンドに進出
決勝ラウンド8チームがノックダウン方式で優勝決定
2004年の第15回大会は、一次ラウンドからの勝ち上がりが8チームであったため、例えば2強2弱のグループが3強1弱に比べて遙かに有利になるなど、グループ組み合わせの運が占める要素が強く、日本一決定戦としては相応しくないと言う批判の声が大きかった。勝ち上がりのためにはまず1位を狙わなくてはならず、そのような厳しい条件のグループリーグ戦は国際的にはあまり見られないため、グループリーグ戦の実戦経験になりにくいという面もあった。

#### 2005年以降の全国大会開催方式
2005年の第16回大会から、FIFA U-20ワールドカップ（当時の名称は「FIFAワールドユース選手権」）と同様の勝ち上がり方式を採用した。これによりグループリーグの組み合わせによる運・不運の要素はかなり軽減されることになった。また、1勝もしなくともグループリーグを勝ち上がれる可能性があるため、引き分けも重要となった。
一次ラウンド24チームを4チームずつ6組に分け、1回総当りのリーグ戦を実施。各グループ1位および2位の12チームと、グループ3位のうち勝ち点が上位の4チーム、計16チームが決勝ラウンドに進出
決勝ラウンド16チームがノックダウン方式で優勝決定

### 2011年のからの大会方式変更
2011年からこの大会の後継として高円宮杯U-18サッカーリーグが発足した。当大会の全国大会に代わり、高円宮杯U-18サッカーリーグ プレミアリーグが開始された。

## 結果
| 回   | 年度   | 優勝                     | 結果  | 準優勝                   | 準決勝敗退チーム         | 準決勝敗退チーム         |
| ---- | ------ | ------------------------ | ----- | ------------------------ | ------------------------ | ------------------------ |
| プレ | 1989年 | 清水市商高               | 3 - 1 | 国見高                   | 桐蔭学園高               | 丸岡高                   |
| 1    | 1990年 | 清水市商高               | 2 - 0 | 習志野高                 | 国見高                   | 愛知高                   |
| 2    | 1991年 | 徳島市立高               | 1 - 0 | 国見高                   | 武南高                   | 磐城高                   |
| 3    | 1992年 | 藤枝東高                 | 3 - 1 | 読売日本SC               | 桐蔭学園高               | 南宇和高                 |
| 4    | 1993年 | 清水市商高               | 1 - 0 | 鹿児島実業高             | 富山第一高               | 武南高                   |
| 5    | 1994年 | 清水市商高               | 3 - 1 | 読売日本SC               | 東福岡高                 | 習志野高                 |
| 6    | 1995年 | 清水市商高               | 5 - 0 | 横浜マリノスユース       | 市立船橋高               | 帝京高                   |
| 7    | 1996年 | 鹿児島実業高             | 5 - 1 | 東福岡高                 | 清水市商高               | 国見高                   |
| 8    | 1997年 | 東福岡高                 | 3 - 2 | 清水市商高               | 浦和レッズユース         | 南宇和高                 |
| 9    | 1998年 | 藤枝東高                 | 3 - 2 | ガンバ大阪ユース         | 帝京高                   | 草津東高                 |
| 10   | 1999年 | ジュビロ磐田ユース       | 4 - 1 | ベルマーレ平塚ユース     | 清水エスパルスユース     | 京都パープルサンガユース |
| 11   | 2000年 | 清水市商高               | 3 - 2 | 前橋商高                 | 横浜F・マリノスユース    | 富山第一高               |
| 12   | 2001年 | 国見高                   | 1 - 0 | FC東京U-18               | 京都パープルサンガU-18   | サンフレッチェ広島ユース |
| 13   | 2002年 | 国見高                   | 4 - 2 | 星稜高                   | 多々良学園高             | 室蘭大谷高               |
| 14   | 2003年 | 市立船橋高               | 1 - 0 | 静岡学園高               | 東福岡高                 | サンフレッチェ広島ユース |
| 15   | 2004年 | サンフレッチェ広島ユース | 1 - 0 | ジュビロ磐田ユース       | 鵬翔高                   | 鹿児島実業高             |
| 16   | 2005年 | ヴェルディユース         | 4 - 1 | コンサドーレ札幌U-18     | サンフレッチェ広島ユース | 滝川第二高               |
| 17   | 2006年 | 滝川第二高               | 3 - 0 | 名古屋グランパスU-18     | ガンバ大阪ユース         | 初芝橋本高               |
| 18   | 2007年 | 流通経済大柏高           | 1 - 0 | サンフレッチェ広島ユース | 浦和レッズユース         | 名古屋グランパスU-18     |
| 19   | 2008年 | 浦和レッズユース         | 9 - 1 | 名古屋グランパスU-18     | 作陽高                   | FC東京U-18               |
| 20   | 2009年 | 横浜F・マリノスユース    | 7 - 1 | ジュビロ磐田ユース       | 三菱養和ユース           | サンフレッチェ広島ユース |
| 21   | 2010年 | サンフレッチェ広島ユース | 2 - 1 | FC東京U-18               | 静岡学園高               | 三菱養和ユース           |

## 統計
| チーム名                 | 優 | 準 | 優勝年度                      | 準優勝年度 |
| ------------------------ | -- | -- | ----------------------------- | ---------- |
| 清水市商高               | 6  | 1  | 1989,1990,1993,1994,1995,2000 | 1997       |
| 国見高                   | 2  | 2  | 2001,2002                     | 1989,1991  |
| サンフレッチェ広島ユース | 2  | 1  | 2004,2010                     | 2007       |
| 藤枝東高                 | 2  | 0  | 1992,1998                     |            |
| ジュビロ磐田ユース       | 1  | 2  | 1999                          | 2004,2009  |
| 東京ヴェルディユース     | 1  | 2  | 2005                          | 1992,1994  |
| 鹿児島実業高             | 1  | 1  | 1996                          | 1993       |
| 東福岡高                 | 1  | 1  | 1997                          | 1996       |
| 横浜F・マリノスユース    | 1  | 1  | 2009                          | 1995       |
| 徳島市立高               | 1  | 0  | 1991                          |            |
| 市立船橋高               | 1  | 0  | 2003                          |            |
| 滝川第二高               | 1  | 0  | 2006                          |            |
| 流通経済大柏高           | 1  | 0  | 2007                          |            |
| 浦和レッズユース         | 1  | 0  | 2008                          |            |
| FC東京U-18               | 0  | 2  |                               | 2001,2010  |
| 名古屋グランパスU-18     | 0  | 2  |                               | 2006,2008  |
| 習志野高                 | 0  | 1  |                               | 1990       |
| ガンバ大阪ユース         | 0  | 1  |                               | 1998       |
| 湘南ベルマーレユース     | 0  | 1  |                               | 1999       |
| 前橋商高                 | 0  | 1  |                               | 2000       |
| 星稜高                   | 0  | 1  |                               | 2002       |
| 静岡学園高               | 0  | 1  |                               | 2003       |
| コンサドーレ札幌U-18     | 0  | 1  |                               | 2005       |

## テレビ中継
決勝戦はBS朝日で生中継、テレビ朝日で録画中継されていた。スカイ・Aでは準決勝、決勝戦を中継していた。
なお、2002年まではNHK教育、2003年 - 2005年はテレビ朝日系列で決勝戦の生中継が行われた。